# 静岡市立清水第二中学校
静岡市立清水第二中学校（しずおかしりつ しみずだいにちゅうがっこう）は、静岡県静岡市清水区に所在する公立中学校。通級指導教室が設置されている。

## 沿革

### 経緯
静岡市立第二中学校は、1937年（昭和12年）3月28日、清水市の尋常高等小学校各校の高等科を分離独立させ、清水市立忠愛高等小学校として設立された。その後、1941年（昭和16年）4月1日、国民学校令により清水市立忠愛国民学校と改称。第二次世界大戦後の学制改革によって、1947年（昭和22年）4月1日、清水市立第二中学校となった。2003年（平成15年）4月1日、清水市と静岡市との合併により、静岡市立清水第二中学校に改称され、現在に至る。

### 年表
- 1947年 - 清水市立第二中学校として開校（当時の地番：清水市下清水100番地）
- 1955年 - 校歌制定
- 1962年 - プール完成
- 1965年 - 体育館完成
- 1984年 - 新校舎（南校舎）完成
- 2003年 - 静岡市立清水第二中学校に改称
- 2004年 - 二学期制施行
- 2019年 - 学校給食スタート

## 卒業アルバム事件
1987年10月頃から、清水市立第二中学校（当時）は翌年の卒業アルバムの制作にとりかかった。校則に違反する髪型や服装をした約10名の生徒に対しては、正して写真を撮るよう指導したが、そのうち男女4名の生徒は是正を拒否。提出期限の1988年1月末になっても応じなかったことから、学校は生徒たちの顔写真を花壇の花の写真に差し替えて卒業アルバムを発行した。
「卒業アルバム事件」は新聞各紙で報じられ、同年3月31日には参議院法務委員会で取り上げられるに至った。橋本敦は同委員会で、第二中学の措置は人格権の侵害であり、児童憲章違反であるとして当局を追及した。
これを契機として文部省は方針を180度転換。同年4月25日、文部省初等中等教育局長は都道府県教育委員会中等教育担当課長会議において、校則の見直しを教育委員会に対し指示した。校則を最小限のルールにとどめること、児童生徒の自主性尊重などが促された。

## 小学校区
- 静岡市立清水岡小学校
- 静岡市立清水浜田小学校
- 静岡市立清水船越小学校

## 設備
大きな施設としては、北校舎・南校舎・体育館があり、そのほか運動部の部室や倉庫や配膳室などがある。北校舎は4階建て、南校舎は3階建てとなっている。体育館に関しては、1回がトイレや武道場などで、2階が大きなアリーナとなっており、3階にはアリーナが見渡せるスペースがある。空調設備は、ほとんどの教室冷暖房がある。
敷地内に2箇所、テニスコートがある。

## 出身者
- 佐野川暢（イラストレーター）
- ハリウッドザコシショウ（お笑いタレント）[9]
- 柴田英嗣（お笑いタレント）[9]
- 小沼みのり（フリーアナウンサー、元静岡放送アナウンサー）
- 菊地直哉（サッカー選手）